# موتوسوکه تاکاهاشی
موتوسوکه تاکاهاشی (انگلیسی: Motosuke Takahashi; ۱۱ ژانویهٔ ۱۹۴۱ – ۸ نوامبر ۲۰۰۷) کارگردان فیلم، و پویانما اهل ژاپن بود.